# عملية الشمال
عملية الشمال (بالفرنسية: Opération Chammal) هو اسم عملية عسكرية فرنسية، تجري حاليًا في العراق وسوريا لاحتواء تمدد تنظيم الدولة الإسلامية ودعم القوات المسلحة العراقية و قوات سورية الديمقراطية. يعود أصل الاسم إلى رياح الشمال الغربي التي تهب على العراق وبلدان الخليج العربي. تنحصر العملية في تنفيذ ضربات جوية، وقد أكد الرئيس الفرنسي فرانسوا أولاند عدم الاستعانة بقوات برية في العمليات.
نُفذت أولى الضربات في العراق في 19 سبتمبر 2014، وكان المستهدف مستودعًا لوجستيًا لداعش في شمال شرق البلاد. وبهذا أصبحت فرنسا أول دولة تنضم إلى الحملة الجوية ضد داعش والتي تقودها الولايات المتحدة. وجرى تنفيذ ضربة ثانية في 25 سبتمبر. وفي 19 أكتوبر ضربت الطائرات الفرنسية عربتين لداعش في تكريت.
في 27 سبتمبر 2015 نفذت 6 طائرات فرنسية، من بينها 5 من طراز رافال، أول ضربة جوية ضد تنظيم الدولة الإسلامية في الأراضي السورية؛ ووفقًا لإعلان الرئيس الفرنسي، استهدفت الضربة معسكرًا للتدريب في دير الزور. وقد سبق هذه الضربة القيام بطلعات استطلاعية بدأت في 18 سبتمبر. كان الرئيس الفرنسي قد أعلن عن ورود معلومات بوجود تخطيط جرى داخل سوريا لتنفيذ عمليات إرهابية ضد عدة دول وبخاصة فرنسا. وجرى توجيه ضربة جوية ثانية في 9 أكتوبر ضد معسكر للتدريب تابع للتنظيم في الرقة بطائرات رافال انطلقت من قاعدة في الإمارات العربية. ونفت وزارة الدفاع الفرنسية وجود ما يؤكد مقتل جهاديين في الغارات الفرنسية التي شُنت في سوريا، وذلك بعد تصريح مصدر حكومي فرنسي رفض الكشف عن هويته بمقتل جهاديين في سوريا قد يكون من بينهم فرنسيون.
في 23 نوفمبر، شاركت طائرات أقلعت من حاملة الطائرات شارل ديغول لأول مرة في العمليات ضد تنظيم الدولة الإسلامية في العراق وسوريا.